# Luis Montiel Balanzat
Luis Montiel y Balanzat (Madrid, 11 de septiembre de 1884-Madrid, 15 de julio de 1976) fue un político, periodista y empresario español, fundador del diario As.

## Biografía
A los veintiún años concluyó la carrera de ingeniero de caminos y en 1910 comenzó a invertir en el mundo de las artes gráficas al adquirir una fábrica de cartón.
Pronto se interesó por la política, militando en el sector ciervista del Partido Conservador. Fue diputado por Morella en las elecciones generales al Congreso de los Diputados de 1918, 1919, 1920 y 1923. Ejerció el cargo de director general de Aduanas. Tras el golpe de Estado de Primo de Rivera, abandonó la política activa. Se dedicó a las artes gráficas, donde su empresa Sucesores de Rivadeneyra imprimía la Gaceta de Madrid. 
Fundó la revista Estampa, de la que fue director, y el periódico Ahora, que comenzó a publicar a finales de 1930. Contrató como director a Manuel Chaves Nogales. El periódico Ahora, se convirtió por su excelente calidad técnica, buena información, reportajes ágiles y los mejores colaboradores del momento (como Unamuno, Baroja, Maeztu, Valle Inclán y Madariaga) en uno de los mejores de la época republicana.
Después de la guerra, ya en 1964, adquirió la totalidad de la sociedad editora Semana S.L., dando un gran impulso al semanario Semana. 
En 1967 creó el diario As, y en 1971, el semanario As-Color. Falleció en Madrid el 15 o el 16 de julio de 1976.

## Familia
Era biznieto del mariscal Ignacio Balanzat de Orvay y Briones, de noble familia de Ibiza. Su hermano Rafael Montiel Balanzat contrajo matrimonio con Carmen Vallier Trénor, hija del marqués de González de Quirós.